# 10 del Llangardaix
10 del Llangardaix (10 Lacertae) és una estrella a la constel·lació del Llangardaix, (Lacerta), de magnitud aparent +4,88. Es troba a una mica més de 1.000 anys llum del sistema solar.
10 del Llangardaix és una de les poques estrelles blaves de tipus espectral O, estrelles calentes, lluminoses i massives, però molt escasses. La seva lluminositat, tenint en compte que la major part de la radiació és emesa en l'ultraviolat, arriba l'enorme xifra de 26.800 sols. Té una temperatura superficial de 32.000 K i un diàmetre 4,7 vegades més gran que el diàmetre solar. La seva velocitat de rotació projectada és de 31 km/s, el que implica que la seva període orbital és inferior a vuit dies. Com és característic d'aquest tipus d'estrelles, perd massa a través d'un fort vent estel·lar que bufa des de la seva superfície, a un ritme un milió de vegades més gran que en el Sol.
Amb una massa 16 vegades major que la massa solar, és una estrella molt jove, en el nucli es produeix la fusió de l'hidrogen, situant-se en el diagrama de Hertzsprung-Russell dins de la seqüència principal. No obstant això, aquestes estrelles tan massives consumeixen el seu combustible ràpidament i 10 del Llangardaix esclatarà com una supernova en uns 10 milions d'anys.
Una companya visual de magnitud +10,0, BD+38 4826B, està separada 1 minut d'arc de 10 Lacertae. En el cas que fos una companya real, la seva distància respecte a 10 Lacertae seria de almenys 20.000 ua, de manera que possiblement no hi hagi relació física entre les dues estrelles.